# 共同電話
共同電話（きょうどうでんわ）は、1対の銅線の加入者線を複数の加入者が共同で使用するアナログ固定電話のシステムのこと。対義語は「単独電話」。

## 定義
通信設備の増設が加入者の増加に対応できず、1加入者につき1対の加入者線を引くことができない場合に、すべての加入者が同時に通話する確率が低いことを利用し、電話交換機の出線を有効活用するために用いられる。このため、加入者の1人が通話中のときは他の加入者は発信も着信もできない。
通信網の整備の遅れている国や地域では、現在も多く存在している。
寮や共同住宅などで1個の電話機を居住者が共同で利用する電話（呼出電話の一種）や、1家族や事業所などで複数の電話機を使用する電話（親子電話や内線電話など）は加入者（電話回線の契約者）が単独で加入者線を使用しているため、共同電話ではない。

## 共同電話の種類
単独電話と同じように、自動式・共電式・磁石式があり、回線切換えが加入者側か局側か、個別電鈴呼び出しの可否、秘話機能の有無、等によって分類される。1回線に接続される電話機の数によっても区分される場合もある。
日本では、日本電信電話公社による規定により、共同電話を以下のように区分している。
- 回線切替別
甲種加入者側に手動回線転換器が無いもの。
乙種加入者側に手動回線転換器が有るもの。
- 秘話機能・個別呼び出し別
秘話電話番号が個別に割り当てられ電鈴による個別呼び出しが可能な、他の加入者の通話は聞こえないもの。
普通電話番号が個別に割り当てられ電鈴による個別呼び出しが可能な、他の加入者の通話がそのまま聞こえるもの。
簡易電鈴による個別呼び出しが出来ない、他の加入者の通話がそのまま聞こえるもの。

一つの加入者線に接続される電話機の数が2のもの、3 - 4のもの、5 - 10のものの3種類がある。

### 自動式甲種普通2共同電話
1本の局線とコンデンサを介して接地された呼び鈴との接続を2組用意し、交流電源を流す局線を選択することにより電話機を個別に呼び出す。
オフフックにより2つの局線間の直流ループを形成しどちらか一方を接地することによって、ダイヤル信号送出・通話のとき電話機を区別して動作する。もう一方の加入者が通話している時には、その音声がそのまま聞こえる。

### 自動式10共同電話
1本の局線とコンデンサを介して接地された呼び鈴との接続を2組用意し交流電源を流す局線を選択、5周波数の交流信号に同調する呼び出しベルにより、10の電話機を個別に呼び出す。

### 自動式甲種秘話2共同電話
秘話のための自動転換器を装備したものである。同じ加入者線の加入者と通話する場合、電話番号112の共同加入者通話受付を利用して秘話を解除する。

### 相互通話
加入者線を共用している加入者と相互に通話する場合、特殊なダイヤル方法が必要となる。
1. 発信者の電話機から共同相互通話の電話番号である112をダイヤルし、受話器を置く。
2. すぐにベルが鳴り始めるが、発信者は受話器を取らずにそのまま待つ。
3. 着信者が受話器を取ると発信者のベルが鳴り止むので、発信者がそれを確認したら受話器を取って通話する。
4. 秘話式の共同電話の場合はそのままでは通話できない（着信者の声が発信者に聞こえない。発信者の声は着信者に聞こえる）ため、発信者は着信者に「0をダイヤルしてください」とお願いする。
5. 着信者が0をダイヤルすると交換機が秘話を解除し、通話できるようになる。

## 日本での歴史
2015年9月30日に東日本電信電話（NTT東日本）、2016年1月22日に西日本電信電話（NTT西日本）でサービスが終了した。
電話網の普及の初期には、有線放送電話・地域団体加入電話として電話加入区域外で敷設された。電話加入区域内でも、施設設置負担金（電話加入権）や月額の基本料金が安いため一般的なものであった。また、電話のダイヤル自動化完成の時に、乙種共同電話と簡易共同電話は既に全廃された。
1950年になると、4号電話機の登場に伴って回線の増強が容易になったため、電電公社でも共同電話より単独電話の普及に力を入れるようになった。電話回線は1世帯1回線の時代に突入し、共同電話は急速に数を減らしていった。
1995年2月末に新規加入停止となり、共同電話のままで設置場所を変更できなくなり、加入者線を共用する相手がいなくなったり、屋内配線や電話機の保守が不可能となったりした場合に、提供事業者の都合として単独電話に変更されるようになった。
2016年現在、日本で共同電話の技術を利用しているのは、ごく一部の指令電話のみである。

### 制限
単独電話とシステムが大幅に異なるため、様々な制限が課せられていた。
- 付加サービスのほとんどが提供されない。
- 屋内配線や電話機の回路が単独電話と異なるため、自営通信設備（市販の電話機など）の接続が認められず、事業者提供（レンタル）の電話機しか使用できない。一般的には黒電話だが、フックボタンが通常の白色と異なる赤色となっており識別できる。